# خبيب بن إساف
خُبيب بن إساف، وقيل خُبيب بن يساف صحابي من بني جشم بن الحارث بن الخزرج، أسلم والنبي محمد في طريقه إلى غزوة بدر، فشهدها معه، وهو الذي قتل أمية بن خلف يومها، ثم شهد معه باقي المشاهد كلها، وتوفي في خلافة عثمان بن عفان. كان لخبيب من الولد عبد الله أمه جميلة بنت عبد الله بن أبي ابن سلول، وعبد الرحمن لأم ولد، وأنيسة أمها زينب بنت قيس بن شماس بن مالك، كما أنه تزوج حبيبة بنت خارجة بعد أن توفي عنها أبو بكر الصديق.